# Wylie (Texas)
Wylie ist eine Kleinstadt im Collin County im US-Bundesstaat Texas. Das U.S. Census Bureau hat bei der Volkszählung 2020 eine Einwohnerzahl von 57.526 ermittelt.

## Geographie
Wylie gehört zum Großraum Dallas-Fort Worth und liegt 23,3 Meilen nordöstlich von Dallas, es erstreckt sich über 86,2 km².

## Demographische Daten
Bei der Volkszählung im Jahr 2000 wurden bei einer Gesamtbevölkerung von 15.132 Personen 7.468 Männer (=49,4 %) und 7.664 Frauen (=50,6 %) ermittelt. Das Medianalter liegt bei 30,7 Jahren, das durchschnittliche Haushaltseinkommen bei 58.400 US-Dollar (2005). 85,1 % der Bevölkerung sind Weiße, 2,1 % Afroamerikaner, 1,5 % amerikanische Ureinwohner, 4,3 % andere, 1,9 % haben einen gemischten ethnischen Hintergrund. 10,4 % der Einwohner sind Latinos (welche unterschiedlichen Ethnien zugerechnet werden können).
14,3 % der Einwohner haben deutsche Wurzeln, 12,3 % sind irischen, 9,6 % britischen, 2,9 % französischen und 2,0 % italienischen Ursprungs.